# ヴォルフガング・フォン・ケンペレン
ヴォルフガング・フォン・ケンペレン（ドイツ語: Wolfgang von Kempelen, Johann Wolfgang de:Franz von Paola de:Johannes der Almosengeber (Ritter) von Kempelen, Barón de Pázmánd, ハンガリー語: Kempelen Farkas, pázmándi báró Kempelen lovag Farkas János （スロバキア語: Ján Vlk Kempelen）; 1734年1月23日, ポジョニ（プレスブルク, 現スロバキア語: ブラチスラヴァ）  –  1804年3月26日, アルザヴォーシュタット（現在アルザーグルントとヨーゼフシュタットの一部）、ウィーン）は、ハンガリーの著述家ならびに発明家。
ケンペレンが有名になったのは、「トルコ人」というチェスを指すオートマトン（自動人形）の発明によってだったが、後にこれは悪戯（中に人間が入って動作させていた）と判明した。一方、手動で操作するSpeaking Machine（話す機械、音声合成機）は試験的な音声学の先駆けの一歩としてまぎれもない本物だった。

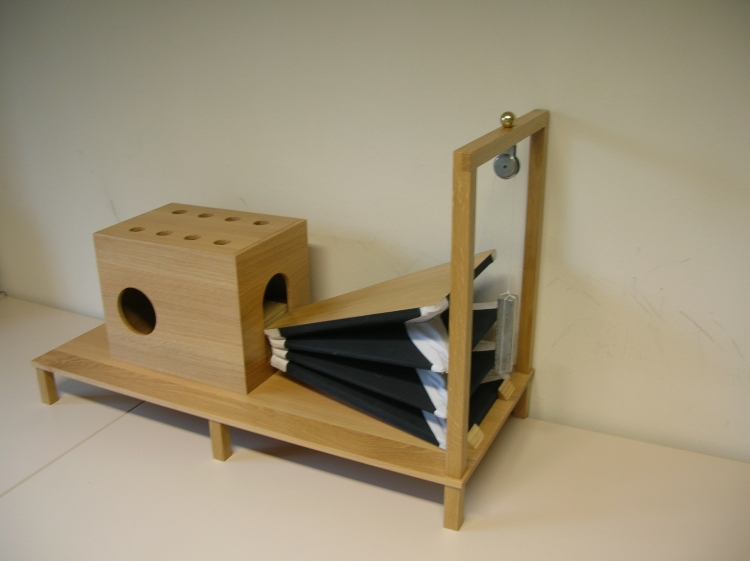
ケンペレンのspeaking Machine

## 生涯
ケンペレン家は1640年にポジョニに定住した、おそらくアイルランド系の家系である。ドイツ語を話す家庭であった。

## オートマトン「トルコ人」

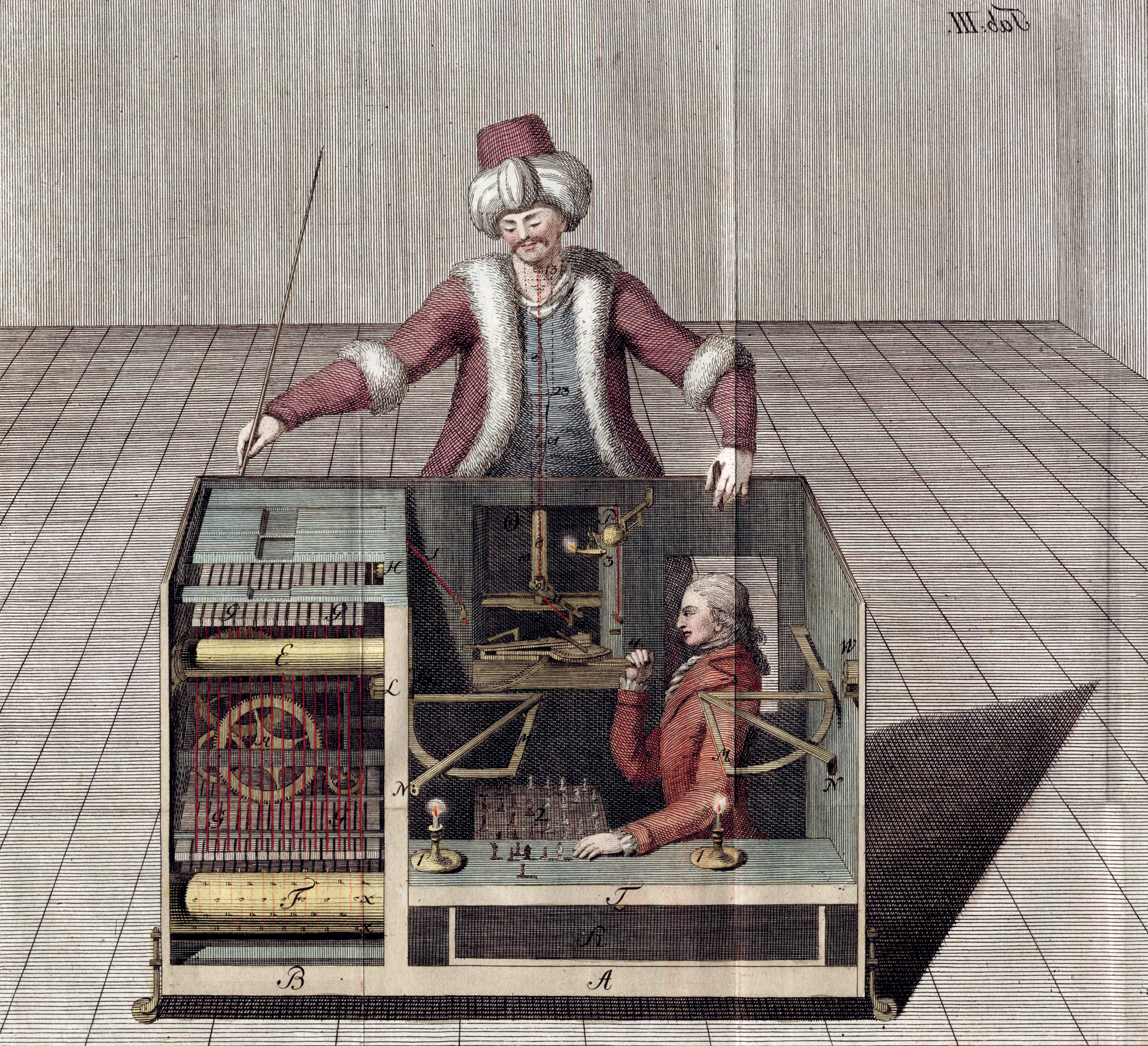
『トルコ人』の仕掛けを描いた絵

ケンペレンの「トルコ人」は1769年にウィーンで作成された。長さ1.2m、幅60cm、高さ90cmの箱とトルコ人の服装をした人形からなる。内部の構造はチェス盤の裏側に、1目毎小さな鉄球が糸で吊るしてあり、鉄球の上に駒が来ると、駒の底に付けた磁石の作用により、球が盤に吸いつけられるようになっている。箱の中に入った人間は、この構造によってゲームの進行状況を把握することが出来たとされている。
また、箱にはハンドルや歯車などの見せ掛けの仕掛けが準備されていたとされる。
なお、このオートマトンは、ケンペレンの死後、フィラデルフィアにある中国博物館に買い取られたが、1854年の火災により焼失した。

## 伝記
- Vajda Pál (1994 – 2006): Nagy magyar feltalálók. Bp., 1958.; Papp János: Kempelen Farkas.
- Magyar tudóslexikon. Főszerk. Nagy Ferenc. Bp., 1997.
- Homer Dudley (1896 – 1987) and Tamás H. Tarnóczy (1915 – 2007). The Speaking Machine of Wolfgang von Kempelen. Journal of the Acoustical Society of America, March 1950, Volume 22, Issue 2, pp. 151-166.
- Robert Löhr, "The Chess Machine" (Penguin Press, 2007) is a novel about Kempelen and his chess-playing hoax. Translated from the German by Anthea Bell.